# Алозеро (озеро, Беломорский район)
Алозеро — озеро на территории Сосновецкого сельского поселения Беломорского района Республики Карелии.

## Общие сведения
Площадь озера — 2 км². Располагается на высоте 99,2 метров над уровнем моря.
Форма озера лопастная, Г-образная. Берега каменисто-песчаные, местами заболоченные.
Через озеро протекает река Охта. На выходе из озера располагается так называемая Алозерская плотина. Охта впадает в реку Кемь.
На северном берегу Алозера располагается нежилая одноимённая деревня.
Код объекта в государственном водном реестре — 02020001011102000006486.